# Mesochorus applanatus
Mesochorus applanatus là một loài tò vò trong họ Ichneumonidae.